# Rødbyhavn Kirke
Rødbyhavn Kirke, er kirken i Rødbyhavn Sogn. Kirken er opført i 1966. Kirkeskibet er fremstillet af modelbyggeren George Rasmussen og er en model af skonnerten "Syltholm" fra 1905.